# 십칠사찬고금통요 권16
십칠사찬고금통요 권16(十七史纂古今通要 卷十六)은 서울특별시 관악구서울대학교 규장각 한국학연구원에 있는 조선시대의 금속활자본 책이다. 
1973년 7월 10일 대한민국의 국보 제148호 십칠사찬고금통요 권지16(十七史纂古今通要-卷之十六)으로 지정되었다가, 2010년 8월 25일 현재의 명칭으로 변경되었다.

## 개요
송나라 말~원나라 초에 활동했던 학자 호정방(胡庭芳)이 『사기(史記)』, 『한서(漢書)』로부터 오대(五代)에 이르기까지 중국 역대의 17정사(正史)에서 중요한 역사적 사실들을 선별·요약하고 자신의 논평을 덧붙여 편찬한 책이다.
규장각 소장본은 『 당서(唐書)』 부분인 권16의 1책만 남아 있는 영본(零本)으로, 1403년(태종 3)에 주조한 계미자(癸未字)로 간행하였다. 1412년(태종 12)경에 인쇄, 발행된 것으로 추정된다. 본서의 크기는 가로 18.7㎝, 세로 25.6㎝이다. 원래는 37장으로 구성되었으나 현재는 26장·27장·28장이 빠져 있으며, 종이의 마모가 심하여 군데군데 글자가 보이지 않는 곳도 있다. 또 원표지도 손상이 심하여 원표지 위에 황색포 표지를 입히고 붉은 면으로 보강하였다.
본서가 간행된 조선초기에는 인쇄 기술이 초기적 단계를 벗어나지 못해 하루 인쇄량이 겨우 몇 장에 지나지 않았다. 그런 사정 아래에서 주조된 조선 최초의 동활자인 계미자로 인쇄되었다는 점에서 본서는 그 가치가 상당히 크며, 고려와 조선초기 활자주조술과 인쇄조판술 발달사 연구에 있어서 매우 귀중한 자료로 인정받고 있다.

## 같이 보기
- 십칠사찬고금통요

## 참고 자료
- 십칠사찬고금통요 권16 - 국가유산청 국가유산포털